# ポモドン (潜水艦)
|           |                                                  |
| 艦歴      |                                                  |
| 発注:     |                                                  |
| 起工:     | 1945年1月29日                                    |
| 進水:     | 1945年6月12日                                    |
| 就役:     | 1945年9月11日                                    |
| 退役:     |                                                  |
| 除籍:     | 1970年8月1日                                     |
| その後:   | スクラップとして売却                             |
| 性能諸元  |                                                  |
| 排水量:   | 1,570トン（水上）、 2,414トン（水中）            |
| 全長:     | 312 ft                                           |
| 全幅:     | 27 ft                                            |
| 吃水:     | 15 ft 5 in                                       |
| 機関:     |                                                  |
| 最大速:   | 20ノット（水上） 9ノット（水中）                 |
| 乗員:     | 士官、兵員76名                                   |
| 兵装:     | 5インチ砲1門、40mm砲1門、 21インチ魚雷発射管10門 |
| モットー: | Sub Sans Peer                                    |

ポモドン (USS Pomodon, SS-486) は、アメリカ海軍の潜水艦。テンチ級潜水艦の一隻。艦名はハタの一種グレープアイ・シーバスの無効学名に因んで命名された。

## 艦歴
ポモドンは1945年1月29日にメイン州キタリーのポーツマス海軍造船所で起工した。1945年6月12日にロリーナ・ネフ夫人によって命名、進水し、1945年9月11日に艦長メルヴィン・H・ドライ少佐の指揮下就役する。
1946年1月6日にポーツマスを出航し、ポモドンはケープコッド運河を通過、訓練のためにパナマ運河地帯に向かう。5月にポモドンはコネチカット州ニューロンドンに戻り、数日間作戦活動に従事した後信頼性試験と調整を行う。
ポモドンはニューロンドン海軍潜水艦基地を出航し、再び南方に向かう。パナマ運河を通過し10月12日にカリフォルニア州サンディエゴに到着、第3潜水戦隊に合流した。1946年10月25日から1947年7月26日までメア・アイランド海軍造船所で潜水艦推力増強計画に基づく改修が行われた。この改修では5インチ砲及び40mm砲が撤去された。改修が完了すると7月28日にサンディエゴへ帰還した。サンディエゴでは第52及び第56任務部隊での作戦活動に従事した。
1950年7月に朝鮮戦争が勃発するとポモドンは真珠湾に展開した。1951年1月にポモドンはメア・アイランド海軍造船所で再び改修が行われ、5月に艦隊に復帰、艦隊の中で最も高度に近代化された艦となった。
1951年11月にサンディエゴを出航し、サンディエゴ水域での訓練後国連軍と共に朝鮮半島水域に6ヶ月間の展開を行う。続く10年間にポモドンは6回の太平洋配備が行われる。
1955年2月21日、サンフランシスコ海軍造船所でバッテリーを充電中に水素ガスの爆発事故を生じ、船体の損傷と同時に5名の兵士が死亡した。チャールズ・E・ペイン (TM1) は消火活動と負傷者の救助活動で海軍殊勲章を受章した。パスクアーレ・タラディーノ (EnD2) は海軍海兵隊メダルを受章した。彼は3度目の爆発の後、生存者を救うために司令塔を通って調整室に入った。
1962年11月16日にポモドンはアスプロ (USS Aspro, SS-309) の廃船を撃沈した。
ポモドンの第7艦隊での8度目の配備は1966年6月6日から11月30日まで行われ、ベトナム水域、ヤンキー・ステーションで駆逐艦および対潜航空母艦キアサージ (USS Kearsarge, CVS-33) と共に作戦活動を行った。その後1967年は西海岸での訓練とサンフランシスコ海軍造船所でのオーバーホールで過ごす。1968年3月22日に9度目の太平洋配備で西へ向かう。ポモドンは沖縄沖およびフィリピン海域で作戦活動を行った後、8月13日にベトナムの作戦海域に入る。ポモドンは1968年10月17日にサンディエゴへ帰還した。
ポモドンは1970年8月1日に除籍され、1971年12月28日に売却された。